# آمریکایی‌ها (مجموعه عکس)
آمریکایی‌ها (به انگلیسی: The Americans) مجموعه‌ای شامل ۸۳ عکس از رابرت فرانک است که برای اولین بار در سال ۱۹۵۸ میلادی در فرانسه و سال بعد در آمریکا چاپ شد. این مجموعه نمایی از آن دوران را در آمریکا نشان می‌دهد و تردید رابرت فرانک را به ارزش‌های آن زمان به تصویر می‌کشد.

## زمینه
در سال ۱۹۴۹ سردبیر مجلهٔ کمرا، والتر لابلی نمونه کارهای قبل توجهی از Jakob Tuggener را در کنار اولین عکس‌هایی که رابرت فرانک از نیویورک گرفته بود منتشر کرد. مجله این دو عکاس را به عنوان نمایندهٔ «عکاسی جدید» سوییس معرفی کرد. (رابرت فرانک ۲۵ ساله در آن زمان به تازگی پس از ۲ سال به سوییس بازگشته بود)
جیکوب برای اولین بار توسط مایکل وولگنسینگر(۱۹۱۳–۱۹۹۰) رئیس و مربی رابرت فرانک به وی معرفی شد. Tuggener به عنوان هنرمندی که دنیای تجارت را نیز پشت سر گذاشته بود الگویی برای رابرت بود و در میان تمام عکاسان سوییسی کسی بود که فرانک واقعاً عاشقش بود. مجموعه عکس Fabrik از Tuggener به عنوان یک کتاب عکس بدون متن، الگویی برای تصور فرانک از مجموعهٔ آمریکایی‌ها بود که ۱۵ سال بعد در پاریس توسط Deplire منتشر شد.
فرانک با الهام گرفتن از کتاب The English at Home از بیل برانت و عکسهای واکر اونز و به توصیهٔ اونز، الکسی برودوویچ، الکساندر لیبرمن، ادوارد استیچن و مایر شاپیرو، سفر خود را به ایالات متحده ی آمریکا آغاز کرد. هدف او در این سفر عکسبرداری از تمام قشرهای جامعهٔ آمریکا بود. او خانوادهٔ خود را در بخشی از این سفر جاده ای به همراه خود برد. در پایان سفر او ۲۸۰۰۰ عکس گرفته بود که فقط ۸۳ عکس از آنها سرانجام برای مجموعهٔ آمریکایی‌ها انتخاب شدند.
سفر فرانک بدون حادثه نبود. هنگامی که در ایالت آرکانزاس رانندگی می کرد، توسط پلیس به اتهام کمونیست بودن به زندان انداخته شد. (دلایل پلیس برای این اتهام: او یهودی بود، فرزندانش دارای اسامی خارجی بودند:پابلو و آندره(Pablo & Andrea)، شراب خارجی به همراه خود داشت و...)

## مقدمه
اندکی پس از بازگشت به نیویورک در سال 1957 فرانک با جک کرواک از نویسندگان نسل بیت (Beat Generation) در مهمانی ملاقات کرد و عکس های سفر خود را به او نشان داد. کرواک بلافاصله به فرانک گفت:(حتماً می توانم در مورد این تصاویر چیزی بنویسم) و فرانک را در معرفی مجموعه اش به آمریکایی ها کمک کرد.

## سبک
فرانک درخشش فرهنگ و ثروت آمریکایی را در مقابل اختلاف طبقاتی و تبعیض نژادپرستانه در این کشور قرار داد و این باعث شد مجموعه ی او علیه عکس های اکثر عکاسان خبری آمریکایی باشد.

## داستان انتشار
مجموعه ی فرانک برای اولین بار در فرانسه با عنوان Les Américains منتشر شد. Robert Delpire این مجموعه را به همراه نوشته هایی از سیمون دوبووار ، ارسکین کالدول ، ویلیام فاکنر ، هنری میلر و جان اشتاینبک در 15 مه 1958 به عنوان بخشی از مجموعه دائرةالمعارف Essentielle در پاریس منتشر کرد.
در سال 1959 سر انجام آمریکایی ها (The Americans) توسط Grove Press در کشور آمریکا منتشر شد. متن ها به دلیل اینکه بیش از حد ضد آمریکایی بودند حذف شده و زیرنویس عکس ها تنها متن موجود در کتاب بود.
در 15 مه 2008 به مناسبت پنجاهمین سالگرد انتشار کتاب، چاپ جدید توسط استیدل منتشر شد. در این چاپ تایپوگرافی جدید انتخاب شد، جلد جدید طراحی شد، در نحوه ی کراپ برخی عکس ها تغییراتی ایجاد شد و از دو عکس کمی متفاوت استفاده شد.